# USS LST-289
O USS LST-289 foi um navio de guerra norte-americano da classe LST que operou durante a Segunda Guerra Mundial.